# Wette
Eine Wette bezeichnet einen Vertrag, durch den zur Bekräftigung bestimmter, einander widersprechender Behauptungen ein Gewinn oder Sieg für denjenigen vereinbart wird, dessen Behauptung sich als richtig erweist.
Häufig betrifft die Wette eine Behauptung über das künftige Eintreffen eines in bestimmter Weise definierten Ereignisses. Die Wettpartner sind dabei bemüht, unter Berücksichtigung objektiv oder subjektiv zugänglicher Informationen den wahrscheinlichsten Fall des Ausganges „vorherzusehen“, meist ohne den tatsächlichen Ausgang des Ereignisses zu kennen.

## Rechtliche Verbindlichkeit
Wetten können um der Ehre willen durchgeführt werden, sodass es einfach um das „Rechthaben“ geht, oder mit einem materiellen Anreiz und der Aussicht auf einen Gewinn. Weil bei Spiel und Wette der Eintritt des Erfolges häufig vom Zufall abhängig ist (sog. aleatorischer Bestandteil), genießen die daraus resultierenden Pflichten nur eine geringe rechtliche Verbindlichkeit.

### Österreich
In Österreich werden Wettschulden im Allgemeinen bürgerlichen Gesetzbuch (ABGB) im Abschnitt über die Glücksverträge abgehandelt. Hier werden Vertragstypen wie Wette (§ 1270 ABGB), Spiel (§ 1272 ABGB) und Los (§ 1273 ABGB) besprochen. Diesen Verträgen wird ein gewisses aleatorisches Element (§ 1267 ABGB: „Hoffnung eines noch ungewissen Vorteils“) zugestanden, da bei Wette, Spiel und Los ausschließlich der Zweck verfolgt wird, Gewinn und Verlust vom Ausgang eines ungewissen Ereignisses abhängig zu machen, sie somit Glücksverträge im engen Sinn sind und der Zweck in wirtschaftlicher Hinsicht im Eingehen eines Wagnisses besteht.

### Deutschland
Nach § 762 Abs. 1, S. 1 BGB wird durch Spiel und Wette keine rechtliche Verbindlichkeit begründet. Daher kann die Einlösung von Wettschulden nicht mit gerichtlicher Hilfe erzwungen werden. Im Volksmund werden sie deswegen oft „Ehrenschulden“ genannt. Juristisch spricht man von einer Naturalobligation, da einerseits das einmal zur Erfüllung der Wettschuld Geleistete auch nicht mehr zurückverlangt werden und anderseits die Erfüllung der Wettschulden nicht verjähren kann. 
In Deutschland sind Glücksspiel- oder Rennwetten wie beispielsweise im Pferdesport keine Wetten im Rechtssinn und unterliegen stattdessen dem Rennwett- und Lotteriegesetz.

## Begriffsgeschichte
Die frühe Bezeichnung Wette hat ihren Ursprung im nordeuropäischen Sprachraum und geht vermutlich auf das Wort „widan“ für „binden“ zurück. Mit Begriffen wie „vadi, wadja, ved“ oder „wetti“ steht das mittellateinische „vadium“ bzw. „vadiatio“ in Verbindung. Diese Herleitung weist auf ein Rechtsgeschäft hin, durch welches eine Form von Verbindlichkeit begründet wurde. Die jeweilige Sache, die der Gläubiger dabei als Sicherheit erhielt, war ihm, wenn der Schuldner sie nicht oder nicht rechtzeitig wieder einlöste, verfallen bzw. „verwettet“ (altnordisch: „vorvedja“).
Im Gegensatz zum einseitig genommenen Pfand stand die Bezeichnung Wette zunächst für das (freiwillig) hingegebene Sicherungsgut, also den Einsatz oder Ersatz, welcher auch bei „Verträgen mit ungewissem Ausgang“ gestellt wurde. Im Hoch- und Spätmittelalter setzte sich aber auch für diesen Fall der allgemeine Begriff des Pfandes durch.
Mit der Bedeutung des gegebenen oder zugesicherten Einsatzes zur Absicherung eines Vertrags hat sich die Spiel-Wette (§ 762 BGB) bis in den heutigen Sprach- und Rechtsgebrauch hinein erhalten.

## Methode
Eine Wette findet zwischen zwei oder mehreren Akteuren statt, die zum Ausgang des Ereignisses auf je unterschiedliche Ergebnisse setzen, wobei spezifische Wettbedingungen z. B. bei Sportwette vereinbart werden können. Bei Wetten ist eine Entscheidung über Sieg oder Niederlage nur möglich, wenn am Ende der vereinbarten Zeitspanne der Ausgang bekannt ist, also eines der möglichen Ergebnisse tatsächlich eingetreten ist. Wetten sind nur sinnvoll, wenn mindestens eine Wahlmöglichkeit zur Verfügung steht, um eine alternative Entscheidung zu ermöglichen.
Ein Wetteinsatz kann eine vereinbarte Wettbedingung sein. Die Höhe des Wetteinsatzes richtet sich nach der eigenen Risikobereitschaft und finanziellen Möglichkeiten. Er kann minimal sein oder exorbitante finanzielle Höhen erreichen. Exemplarisch für geringen Wetteinsatz ist eine Sportwette und für enorme Summen Hedge-Fonds, die quasi die Form einer Wette haben, da Hedge-Fonds eine Wette auf die Entwicklung in den Finanzmärkten eingehen. Tritt der vermutete Ausgang eines z. B. Derivatsgeschäftes oder eines anderen Ereignisses nicht ein, so ist der Wetteinsatz verloren. Die Höhe eines möglichen Gewinns kann von einer vereinbarten Gewinnquote abhängen.

## Wettbetrug
Wenn der Ausgang des einer Wette zugrundeliegenden Ereignisses einer der beteiligten Parteien bereits bekannt ist – ohne dass die andere beteiligte Partei dies weiß und diese von einem offenen Ergebnis ausgeht – und aufgrund materiellen Interesses ein Gewinn durch die Wette zu erwarten ist, wird das allgemein als Betrug angesehen und kann strafrechtlich geahndet werden. Es handelt sich aber erst dann um Wettbetrug, wenn der Wettkandidat manipuliert wurde, der Ausgang der Wette bekannt war und eine arglistige Täuschung des Wettkandidaten mit der Absicht, sich einen finanziellen Vorteil zu verschaffen, vorhanden war. Wettbetrug kann straffrei stattfinden, wenn sich jemand keinen Vermögensvorteil, sondern nur einen Vorteil anderer Art verschafft, mag dieser auch als moralisch verwerflich oder listig betrachtet werden.

### Wettbetrug im Sport
Der Begriff „Wettbetrug“ wird häufig verwendet im Zusammenhang mit der Manipulation von Sportereignissen durch Kriminelle, die parallel auf die Spiele wetten, ohne dass Sportwettenanbieter oder Beteiligte dies erkennen. Durch ihr Wissen über die bevorstehende Manipulation verschaffen sich die Kriminellen und ihre Kunden finanzielle Vorteile zum Schaden der Sportwettenanbieter.
Sportwettenanbieter nutzen unterschiedliche Monitoring- und Frühwarnsysteme, um sich und Sportwettbewerbe vor betrügerischen Aktivitäten und den finanziellen Verlusten zu schützen, die durch Manipulation von Sportereignissen entstehen.
Anzeichen für eine Manipulation von Sportereignissen sind häufig sehr hohe Einsätze auf unwahrscheinliche Ereignisse bzw. sehr riskante Wetten. Hohe Gewinnaussichten und ein geringes Entdeckungsrisiko sind Hauptanreize für Sportwettbetrug. Nationale und internationale Fußballverbände beteiligen sich an der Bekämpfung von Sportwettbetrug und Prävention.
Beispielsweise arbeiteten der DFB und die DFL seit 2005 mit Sportradar zusammen, um Sportwettmanipulationen aufzudecken.
Im Juni 2019 wurde im Bundesministerium des Innern, für Bau und Heimat die Nationale Plattform zur Bekämpfung der Manipulation von Sportwettbewerben gegründet, um Behörden, Sportverbände, Veranstalter und Sportwettanbieter beim Kampf gegen Sportwettmanipulationen zu koordinieren. Das zweite Treffen fand im Januar 2020 statt.

### Wettbetrug als Teil eines Trickbetruges

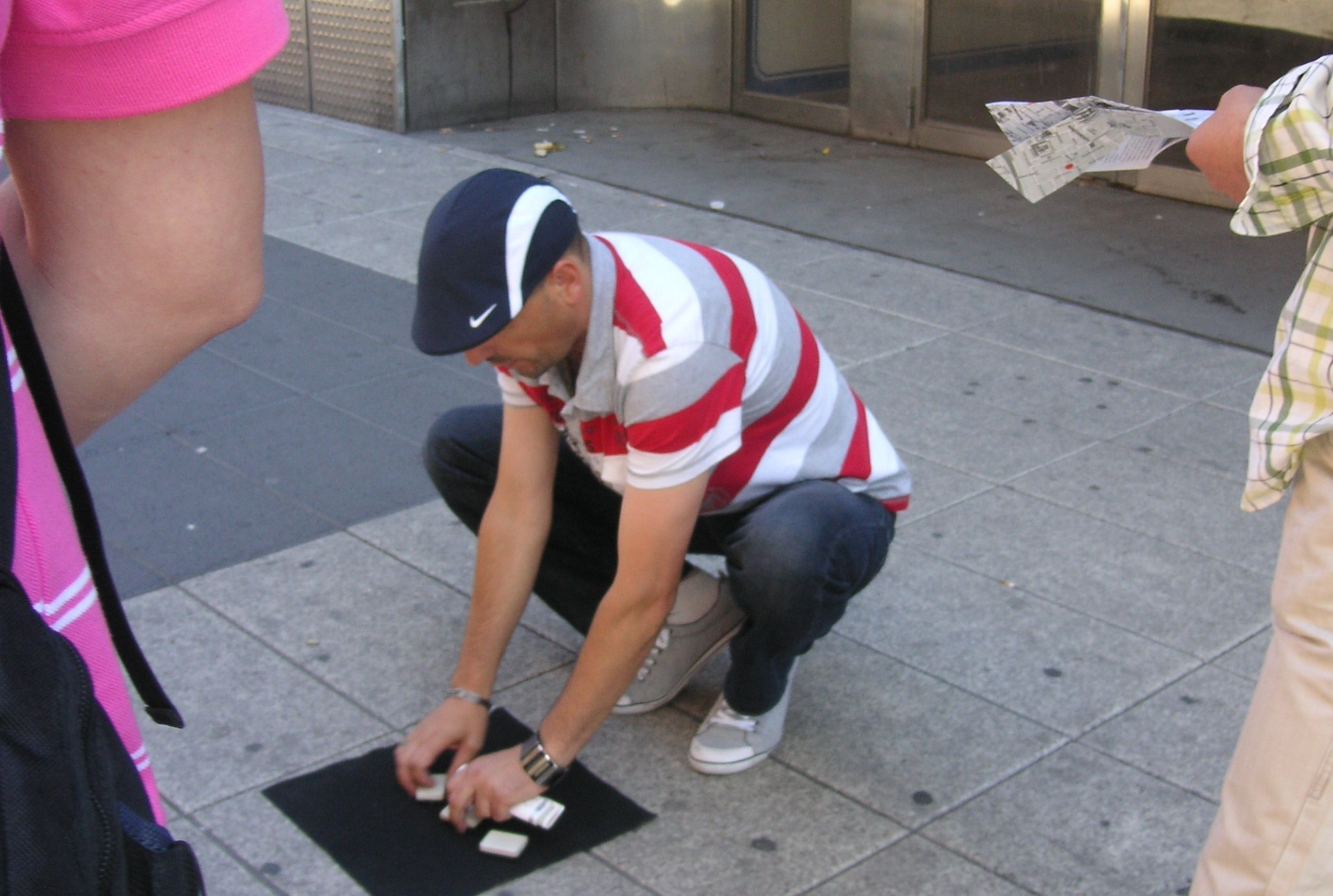
Hütchenspieler in Stockholm. Typischerweise mimen mehrere Komplizen des „Spielers“ an einer Teilnahme interessierte Passanten, die zum Schein Geld gewinnen.

Bei dem international verbreiteten Hütchenspiel, das besonders an stark frequentierten Plätzen und Touristenzentren betrieben wird, täuschen die Betrüger ein einfaches Geschicklichkeitsspiel vor. Dabei werden drei Hütchen vielfach gegeneinander auf einer Ebene verschoben, wobei unter einem anfangs ein kleiner Ball platziert wurde. Passanten werden durch eingeübte psychologische Manipulationstechniken und Schauspielerei durch Komplizen des Spielers dazu gebracht, eine Geldwette darauf einzugehen, dass sie das Objekt am Ende der mehrfachen Verschiebungen orten können. Elementarer Teil des Geschehens ist jedoch, den Wettenden durch nicht erkennbare Taschenspielertricks in jedem Fall um seinen Geldeinsatz zu bringen, insbesondere durch heimliches, für den Wettenden nicht erkennbares Verschieben des Bällchens während des Wechselspiels in ein anderes der Hütchen.

## Wette als rhetorisches Mittel und literarisches Topos
Eine Wette kann bei einer Meinungsverschiedenheit mit der Bedingung eingesetzt werden, dass diejenige Partei, deren Behauptung sich als unrichtig erwiesen haben wird, eine bestimmte Sache oder Geldsumme verwirkt und diese an die andere Partei auszuhändigen hat. Ein Wettangebot wird mitunter zur Bekräftigung der jeweils eigenen Argumente als rhetorisches Mittel verwendet, ohne dass dabei ein Verlust mit dem Ergebnis der Wette verbunden sein muss, außer, nicht recht zu haben oder ähnlich wie bei der Pascalschen Wette zur Unterstützung eines Argumentes. Solche Art von Wetten können bei Streitigkeiten über vergangene Ereignisse benutzt werden, bei denen sich beide Parteien sicher sind, über das richtige Wissen zu verfügen.
In der Überlieferung und Literatur werden häufig Wetten – besonders auch Teufelswetten – zum Thema, wie die an den Hiobprolog angelehnte Wette zwischen dem Herrn und Mephisto in Goethes Faust. Weitere berühmte Wetten sind diejenigen zwischen
- Don Alfonso einerseits und Ferrando und Guglielmo andererseits in Wolfgang Amadeus Mozarts Oper Così fan tutte
- dem Wanderer (Wotan) und Mime in Richard Wagners Siegfried.